# Tegalega (Ciampel)
Tegalega is een bestuurslaag in het regentschap Karawang van de provincie West-Java, Indonesië. Tegalega telt 2636 inwoners (volkstelling 2010).